# Anastasia Acosta

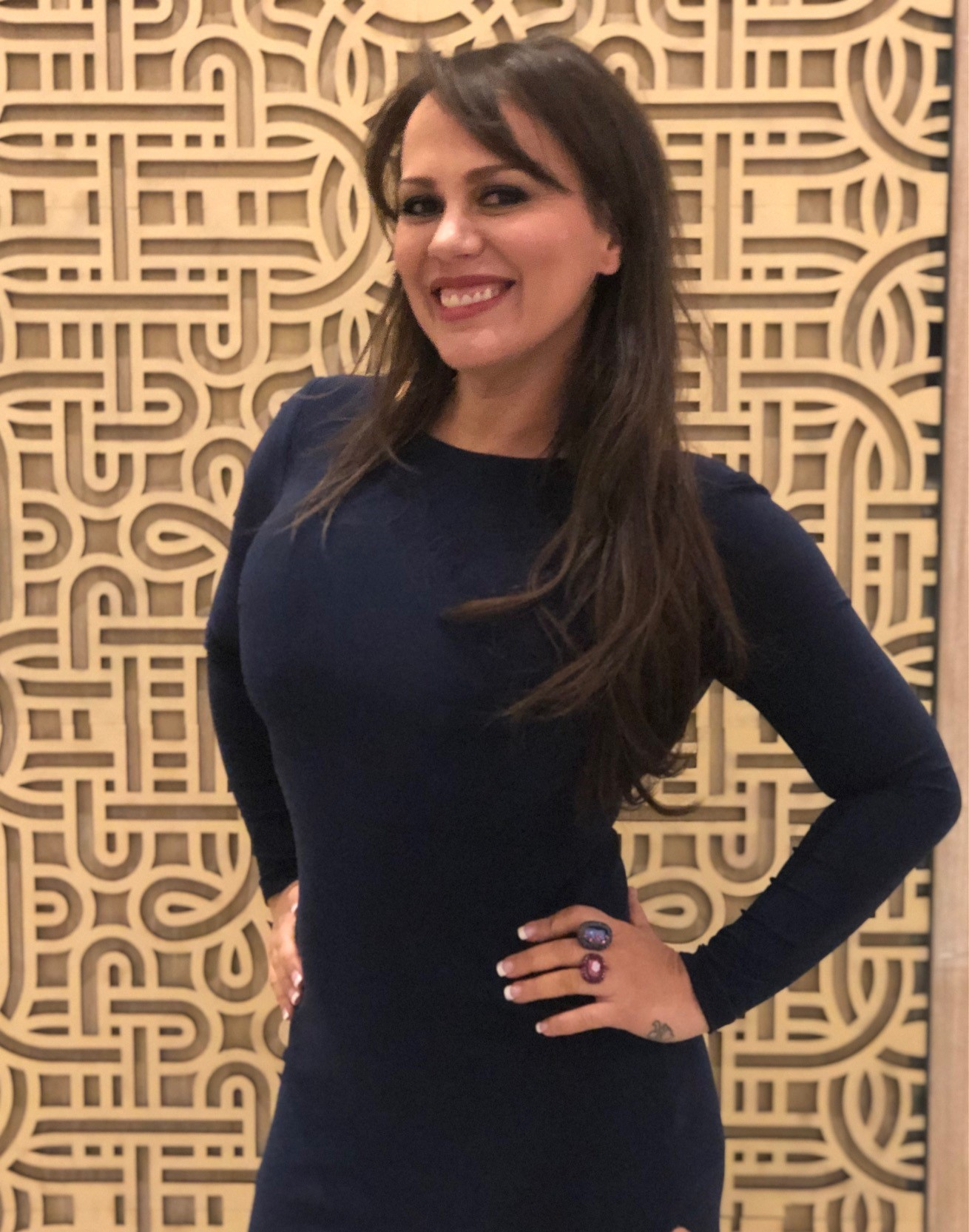
Anastasia Acosta, 2021

Anastasia Acosta Rodríguez (* 24. April 1975 in San José, Costa Rica) ist eine costa-ricanische Schauspielerin und Model.

## Leben
Anastasia Acosta zog nach Costa Rica, als sie ein Kind war. Bekannt wurde sie durch eine mexikanische Fernsehserie.

## Filmografie (Auswahl)
Fernsehen
- 1981–1982: Operación Ja-Já
- 1996: Marisol (Telenovela)
- 1998: La usurpadora
- 1999: Cuento de navidad
- 1999: Rosalinda
- 2000–2002: Cero en conducta
- 2001–2006: Mujer, casos de la vida real
- 2003: Corazón de melón
- 2004: Amar otra vez
- 2005: Pablo y Andrea
- 2008: Tormenta en el paraíso